# Intercâmbio Internacional de Liberdade de Expressão
O Intercâmbio Internacional de Liberdade de Expressão (em inglês, International Freedom of Expression eXchange) ou IFEX, é uma rede global de 71 ONGs que promove e advoga o direito à liberdade de expressão.
O IFEX foi fundado em 1992 e é gerenciado pela ONG Canadian Journalists for Free Expression (Jornalistas Canadenses pela Liberdade de Expressão). A rede usa a Internet para trocar informação e mobilizar ativistas em defesa da liberdade de expressão, liberdade de acesso à legislação, liberdade de imprensa, e contra a censura à Internet, leis de calúnia, injúria e difamação e a concentração midiática. 
Entre os membros do IFEX, estão: 
- Artigo 19
- Associação Mundial de Radiodifusão Comunitária (AMARC)
- Associação Mundial de Jornais
- Canadian Journalists for Free Expression
- Casa da Liberdade
- Center for Media Freedom and Responsibility
- Comitê de Proteção a Jornalistas
- Ethiopian Free Press Journalists' Association
- Associação de Jornalistas de Hong Kong
- Human Rights Watch
- Index on Censorship
- Federação Internacional de Associações de Bibliotecários e Instituições
- Federação Internacional de Jornalistas
- Fundação Paquistanesa de Imprensa
- International PEN
- Instituto de Comunicação Social da Africa Austral
- Instituto Internacional de Imprensa
- Journaliste en danger
- Media, Entertainment and Arts Alliance
- PEN American Center
- Repórteres Sem Fronteiras
- Sociedade Interamericana de Imprensa

## Membros do IFEX
- Adil Soz (Fundação Internacional pela Proteção da Liberdade de Expressão) (Cazaquistão)
- Fundação Africana de Mídia Livre (Quênia)
- Centro Argelino pela Defesa da Liberdade de Imprensa (Argélia)
- Aliança de Jornalistas Independentes (Indonésia)
- Artigo 19 (Reino Unido)
- Instituto Árabe de Arquivos (Jordânia)
- Rede Árabe de Direitos Humanos e de Informação (HRinfo.net) (Egito)
- Associação de Mídia Eletrônica Independente (Sérvia)
- Instituto do Cairo de Estudos de Direitos Humanos (Egito)
- Jornalistas Canadenses pela Liberdade de Expressão (Canadá)
- Rede de Direitos dos Cartunistas (EUA)
- Centro de Direitos Humanos e Estudos Democráticos (Nepal)
- Centro de Jornalismo em Situações Extremas (Rússia)
- Centro de Liberdade e Responsibilidade da Mídia (Filipinas)
- Centro de Estudos de Mídia & Construção da Paz (Libéria)
- Centro de Relatórios Informativos sobre a Guatemala (CERIGUA) (Guatemala)
- Centro pela Comunicação Social (México)
- Comitê de Proteção a Jornalistas (EUA)
- Organização Egípcia de Direitos Humanos (Egito)
- Associação Etíope de Jornalistas da Imprensa Livre (Etiópia)
- Federação Nepalesa de Jornalistas (Nepal)
- Federação de Jornalistas do Quebec (Canadá)
- Freedom House (EUA)
- Instituto Liberdade de Expressão (África do Sul)
- Fundação pela Liberdade de Imprensa (Colômbia)
- Movimento Mídia Livre (Sri Lanka)
- Fundação de Defesa da Glasnost (Rússia)
- Globe International (Mongólia)
- Greek Helsinki Monitor (Grécia)
- Associação Guatemalteca de Jornalistas - Comitê pela Liberdade de Imprensa (Guatemala)
- Associação de Jornalistas de Hong Kong (Hong Kong/China)
- Human Rights Watch (EUA)
- Centro de Jornalismo Independente (Moldávia)
- Centro de Jornalismo Independente (Nigéria)
- Index da Censura (Reino Unido)
- Instituto de Imprensa e Sociedade (Peru)
- Instituto de Estudos sobre Livre-Fluxo de Informação (Indonésia)
- Sociedade Interamericana de Imprensa (EUA)
- Federação Internacional de Jornalistas (Bélgica)
- Federação Internacional de Associações de Bibliotecários e Instituições
- Internacional PEN - Comitê de Escritores Presos (Reino Unido)
- Instituto Internacional de Imprensa (Áustria)
- Associação Internacional de Publishers (Suíça)
- Fundação IPS de Comunicação (BIANET) (Turquia)
- Jornalista em Perigo (Congo)
- Sindicato dos Jornalistas (Azerbaijão)
- Aliança de Mídia, Entretenimento e Artes (Austrália)
- Fundação de Mídia da África Ocidental (Gana)
- Instituto Mídia (Quênia)
- Instituto de Comunicação Social da Africa Austral (Namíbia)
- Agenda de Direitos na Mídia (Nigéria)
- Observatório da Mídia (Bangladesh)
- Associação Holandesa de Jornalistas (Holanda)
- PEN Norueguês (Noruega)
- Observatório pela Liberdade de Imprensa, Publição e Criação na Tunísia (Tunísia)
- Associação de Imprensa das Ilhas do Pacífico (Fiji)
- Fundação Paquistanesa de Imprensa (Paquistão)
- União Paraguaia de Jornalistas (Paraguai)
- Centro PEN Americano (EUA)
- PEN Canada (Canadá)
- PROBIDAD (El Salvador)
- Repórteres Sem Fronteiras (França)
- Aliança de Imprensa do Sul da Ásia (Tailândia)
- Network de Profissionalização da Mídia do Sudeste Europeu (Romênia)
- Associação Tailandesa de Jornalistas (Tailândia)
- Associação de Jornalistas da África Ocidental (Senegal)
- Associação Mundial de Radiodifusão Comunitária (AMARC) (Canadá)
- Associação Mundial de Jornais (França)
- Comitê Mundial pela Liberdade de Imprensa (EUA)